# Euphaedra extensa
Euphaedra extensa är en fjärilsart som beskrevs av Max Bartel 1905. Euphaedra extensa ingår i släktet Euphaedra och familjen praktfjärilar. Inga underarter finns listade i Catalogue of Life.